# アスパラガス
アスパラガス（石刁柏、竜鬚菜、英: asparagus、学名 : Asparagus officinalis）は、キジカクシ科（クサスギカズラ科）クサスギカズラ属（キジカクシ属）に属する多年生草本の単子葉植物で、野菜として食用にされる。和名はオランダキジカクシ。クサスギカズラ属の別種を指してアスパラガスと呼ぶこともある。特に園芸方面ではオオミドリボウキを指すことが多い。ユーラシア大陸やアフリカ大陸と周辺の島々に約120種が自生している。
クロンキスト体系ではユリ科に含まれていたが、APG分類体系ではユリ科は5目に分割され、そのうちのキジカクシ目 Asparagales に属する。雌雄異株である。若い茎（シュート）が食用にされ、アスパラギンを含む。アスパラギンの名はアスパラガスから初めて発見されたことに由来する。栽培方法の違いにより、日光に当てたグリーンアスパラガスと、日光を遮断して軟白にしたホワイトアスパラガスがある。成熟した植物体の緑色の葉のように見える器官は、実際は極端にほそく細かく分枝した茎であり、本来の葉は袴（はかま）とよばれ鱗片状に退化している。

## 名称
英名の asparagus は野菜としての本種のほかに、クサスギカズラ属 Asparagus のこと、またクサスギカズラ属に含む種の総称を指す。英語の asparagus は ラテン語の asparagus、更にはギリシア語の ἀσπάραγος (aspáragos)に由来する。 ギリシア語のアスパラゴス ἀσπάραγος の意味は「甚だしく裂ける」で、植物学上の枝で葉のように見える部分が細かく裂けているようにみえることから名付けられたとする説と、新芽を意味するという説もある。
アスパラガスが日本に渡来したのは江戸時代で、このときに名付けられた和名はオランダキジカクシ（阿蘭陀雉隠、和蘭雉隠）といい、オランダ船で渡来してきたことと、日本に自生するキジカクシ科の多年草キジカクシに似ていることに由来する。その他にもさまざまな和名がつけられ、別名でオランダウド（阿蘭陀独活、和蘭独活）、マツバウド（松葉独活）、セイヨウウド（西洋ウド）ともよばれた。西洋ウドはホワイトアスパラガスが軟白栽培したウドに似るため、また松葉ウドの「松葉」は生長した擬葉が針状で松葉に似るために名付けられたといわれている。
フランス語名は asperge （アスペルジュ）、イタリア語名は asparago （アスパーラゴ／アスパラゴ）。漢名を石刁柏（せきちょうはく）といい、石勺柏や石刀柏と表記するのは誤りである。また、アスパラガスはアスパラと略称される。

## 歴史

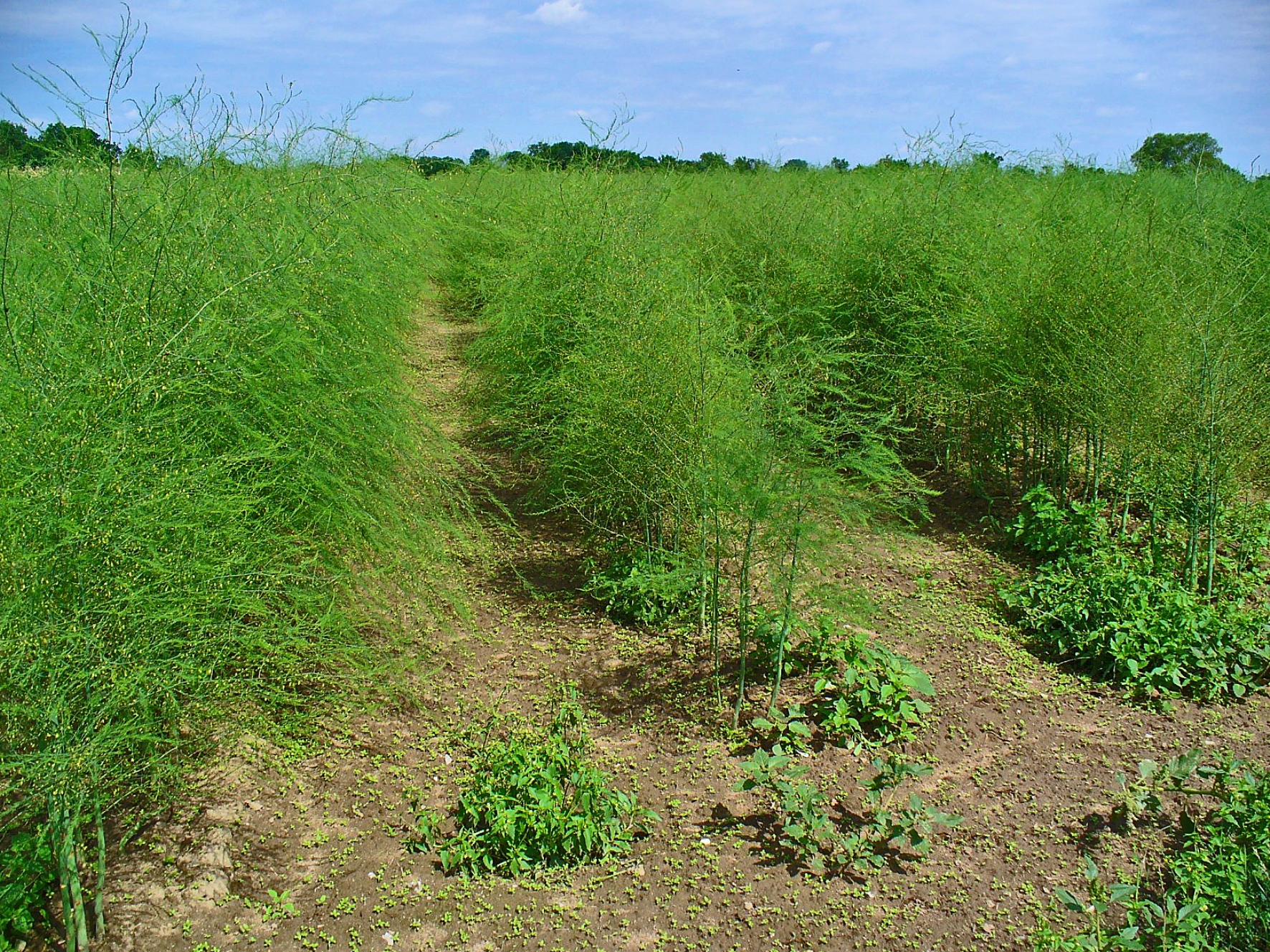
ドイツのシュトゥッテンゼーで栽培されるアスパラガス

原産地はヨーロッパ地中海沿岸、南ヨーロッパからウクライナ・ロシア南部、イギリスを含むヨーロッパの原産ともいわれる。自生地では、古くから野生アスパラガスを採取して食用にしていたと考えられ、ローマ時代の紀元前2000年ごろには栽培されていた記録がある。その後ヨーロッパ各地で栽培が広がった。北米には1620年の移民とともにもたらされ、東部地区やカリフォルニアで栽培されるようになり、一大産地となった。
日本へは江戸時代（1781年以降）にオランダ船によって渡来し、観賞用として栽培されたが、食用としては明治時代（1871年）に北海道開拓使よって導入されてからである。本格的な栽培は大正時代からで、このころから食用として楽しむようになった。北海道や青森県で生産される一方で、横浜や神戸の郊外でも西洋野菜として生産され珍重された。当初欧米への輸出用缶詰に使うホワイトアスパラガスが始まりであったが、その後は国内でも消費されるようになり、昭和40年代以降はグリーンアスパラガスが主流となった。現在では生のホワイトアスパラガスや調理しやすいミニアスパラガスなどが店頭に並んでいる。

## 特徴
多年草で、雌雄異株。草丈は約1.5 m（メートル）になり、5 - 7月ころに黄白色の小さな花を咲かせる。茎の先に茂る細長い葉のようなものは茎が変形したもので、光合成を行うことから擬葉とよばれる。生物学的に本来の葉とされるのは、茎にへばりついている三角形の俗に袴（はかま）と呼ばれる部分である。繁殖は実生による。
雌雄異株であり雄株のほうが勢いが強く収穫量も多いが、1年生株の促成栽培では雌株の方が茎径が太く、成育が旺盛である。しかし外見では見分けられないので、花が咲くまで待つ必要がある。翌年の良質な芽の発生のためには、収穫しすぎない事と、夏に茎が倒れずに充分に繁茂している必要がある。収穫せずに残した芽が葉を茂らせ、翌年春にまた細い芋のような根から若芽が次々と出てくる。
アレロパシー作用があり、連作障害が起きる。
- 細かい枝を多数分枝した植物体
- アスパラガスの花
- アスパラガスの実
- 鱗片状の葉
- アスパラガスにつく害虫、ジュウシホシクビナガハムシ

## 種類
品種ではなく栽培法の違いで、土寄せして軟白栽培した白いものをホワイトアスパラガス（白アスパラ）といい、それに対して土寄せせずに日光に当てて普通に育てた緑色のものはグリーンアスパラガスという。グリーンアスパラガスを早どりして市場に出回るものは、全体に細くて長さも短いのでミニアスパラガスとよばれている。
近年、アントシアニン色素の多い紫色品種のアスパラガス（米国原産「パープルパッション」、福島県産「はるむらさきエフ」など）や桜色の品種も登場した。加熱すると紫色は失われ緑色になるため、色を楽しむためには生食するか、食酢・レモン汁を入れてさっと湯通しする程度にとどめることが必要となる。
- グリーンアスパラガス（グリーンアスパラ） - 最もポピュラーな緑色のアスパラガス。地中から出た若芽をそのまま日に当てて栽培している[12]。
- ホワイトアスパラガス（ホワイトアスパラ、白アスパラ） - 若芽に土を被せて地中で軟白栽培したもの。グリーンアスパラガスに比べると香りは弱いが、特有の甘味とほろ苦い風味がある[9]。日本では水煮缶が一般的であるが、ヨーロッパでは生を茹でたり、ソテーして食べられている[20]。
- 紫アスパラガス（紫アスパラ） - アントシアニン色素を含んだ紫色のアスパラガス。ポリフェノールは一般のグリーンアスパラの10倍ほど含まれている。加熱すると濃緑色に変わる[20]。グリーンアスパラガスのものよりも甘味が強い[9]。
- ミニアスパラガス（ミニアスパラ） - グリーンアスパラを10センチメートルほどの長さで早どりした、細くて小さなもの。やわらかいため、皮を剥かずに食べられる[20]。あしらいなどに使われる[9]。

### 品種（栽培品種）
以下、アスパラガスの代表的な品種について記す。
標準品種
- メリーワシントン500W

オランダ育成品種
- ガインリム
- ヴェンリム

アメリカ育成品種
- ウェルカム
- バイトル
- グリーンタワー
- シャワー

## 日本における栽培

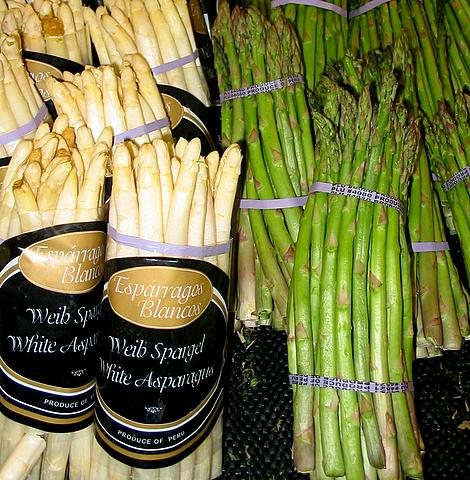
太陽の光を遮って作った白色のもの（左：ホワイトアスパラガス）と、日に当てて緑色にしたもの（右：グリーンアスパラガス）がある。

栽培には手間がかかり、種から苗を植えて育て、仮植えして1年ほど養生してから畑に定植してさらに1年養生し、収穫するまでに3年ほど要する。3年目以降から10 - 15年ほど毎年収穫できるようになるが、古い株になると収量が落ちてくるので改植が必要になる。毎年冬には、枯れた茎葉を刈り取る。
日本で最初に栽培・生産を行ったのは北海道岩内町の農学博士であった下田喜久三である。立茎栽培は、春の収穫を早めに切り上げて1株あたり3 - 4本の若茎を伸ばして、擬葉の光合成によって根株を養生しながら夏に伸びてくる若葉を収穫する方法で、単位面積あたりの収量を上げる方法として北海道で導入するところが増えている。本州中部では4月下旬ごろから6月にかけて若芽が成長し、低温期は1日1回、高温期は1日2回収穫する。長さが25 cmくらいに伸びた柔らかい茎を食用とする。ホワイトアスパラガスの栽培では日光を遮断するために土を被せてアスパラガスを覆う。日光を遮断するため、鉄道などの廃トンネルを利用した栽培も行われている。春になると園芸店などに、その年から収穫できる苗が出回る。種子から育てるときは、腐葉土を入れた育苗箱やプランターなどに筋まきし、草丈10cmほどになったら1本ずつ育苗ポットに上げてこのまま1年間育て、2年目に定植する。
株がかなり大きくなるため、苗を植え付ける場所は株を動かさなくても良い場所を選び、苦土石灰を多めに入れて元肥をすき込んで深く耕して、晩秋に1年ものの苗を根は広げて植え付ける。春に芽が伸びたら、追肥を1か月に1度の頻度で行って、肥料切れしないように株を大きく育成する。草丈は1メートル以上になるので、支柱を立てて株が倒れないように支えようにする。定植1年目は収穫しないのがふつうであるが、大株であれば1年目から収穫する場合もある。収穫は、春に伸びてくる20 - 35 cmくらいの若芽を、やわらかいうちに地際から折り取って行われる。なお、アスパラガスの萌芽は年2回あり、春先に出る芽を「春芽」、夏に出る芽を「夏芽」という。生長に伴い、伸びてきた茎が倒れないように、囲むように支柱を立てるとよい。初冬、枯れた茎葉を刈り取り、春から冬の作業を同様にする。栽培10年目ぐらいで株が疲れてくるので、一度掘り起こして植え替えるとよい。
病虫害にアスパラガスを食害するジュウシホシクビナガハムシがいる。見つけたらすぐに取り除く。

### 生産地
主要産地は北海道（上川地方）、佐賀県、長野県。このほか日本各地で露地栽培またはハウス栽培される。
出荷時期と産地の例
- 1・2月：秋田県、群馬県。促成栽培
- 3・4月：九州
- 5 - 7月：長野県、秋田県、北海道
- 8・9月：秋田県、長野県、九州
- 10・11月：輸入
- 12月：秋田県、群馬県。促成栽培

### 耐用年数
2008年度税制改正において法人税等の「減価償却資産の耐用年数等に関する省令」が改正され、別表第四「生物の耐用年数表」によれば2008年4月1日以後開始する事業年度にかかるアスパラガスの法定耐用年数は11年となった。

## 食用
苗を植えてから3年目以降に出る若芽を食用にする。野菜としての旬は、春から初夏にかけて、特に5 - 6月ごろで、穂先がしっかりして立ち、穂の下の首部が太くハリのあるもので、軸は太さが一定のものが市場価値の高い良品とされる。年間を通してマーケットで売られているが、多くはハウス栽培や輸入品が多い。旬の時期に出回るものは姿が整っていて、ほのかに甘味が増す。畑から取り立てのアスパラガスは特に軟らかく、かるく湯通ししただけで食べられる。
ドイツ語圏ではアスパラガスを Spargel（シュパーゲル）と呼び、日本でのタケノコのように、春から初夏にかけての味覚として珍重されている。ドイツ国内産の収穫時期は、始まりはその年の天候によって変動し、おおむね4月ごろであるのに対して、終わりは毎年一律に6月24日（聖ヨハネの日）までとなっている。外国産についてはこのルールに制約されないため、国内産シーズンの前後にも入手できる。一般的な食べ方は、茹でた白アスパラガスに溶かしバターやオランデーズソースをかける。ハムやジャガイモを付け合わせにしたり、逆に肉料理の付け合せにする場合もある。
サラダや炒め物などの西洋風の料理に使われることが多いが、天ぷらやごま和えなどの和風料理にも合う。

### 調理と保存

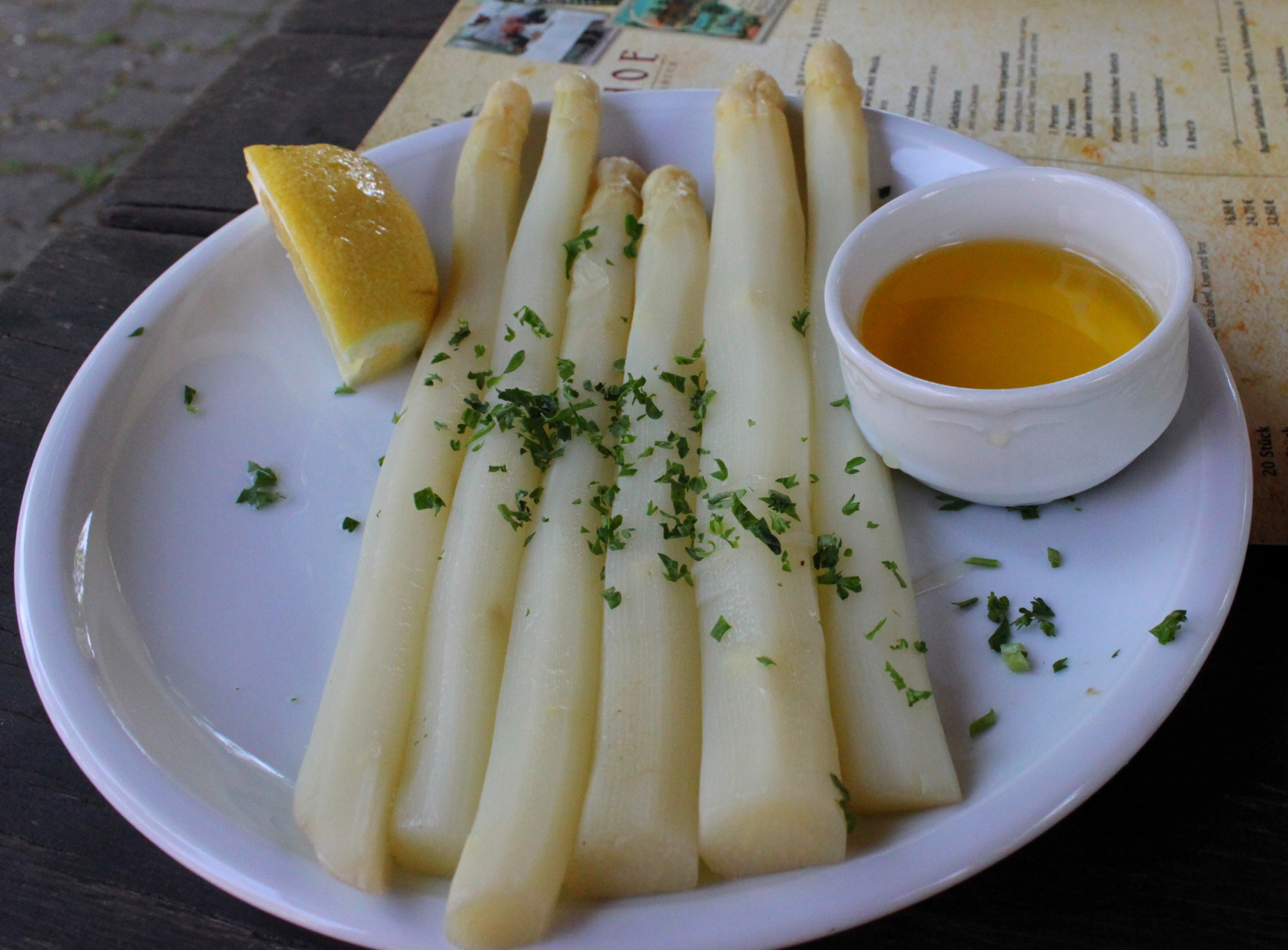
バターとレモンとアスパラガス

調理法として茹でる、炒める、焼くの方法があり、茹でたあと冷ましてサラダにすることもできる。
基本的に根元の太い部分はかたく切り落として使うことがふつうで、皮が固いことが多いので、ゆでる前に切り口に近いほうの皮をピーラーでむくと口当たりが良くなる。また、三角形をした薄茶色の部分は「はかま」と呼ばれる葉の元になるもので、茎の下部の「はかま」はかたくて灰汁があり口当たりが悪いので、調理前にそぎ落として使うときもある。むいた皮や切り落とした根元は、アスパラガスの風味が豊かに残っているので、一緒にゆでると風味が湯に移って、食べるほうのアスパラガスの味わいが良くなるといわれている。ホワイトアスパラガスは、塩とレモン汁、あるいは白ワイン酢を加えて茹でると、色が綺麗に仕上がる。
網焼き、フライ、ベーコン巻、卵とじなどで食べられる。洋風料理のイメージが強いが、ごま和えやからし和え、酢味噌和えなどの和え物、天ぷら、田楽などの和風料理にも広く使われる。サラダやお浸しで使うときは塩ゆでにする。天ぷらなどでは生のまま使う。また、炒め物で使うときはかために下茹でするか、生のまま使う。アスパラガスの加工品として水煮の瓶詰や缶詰、ピクルスなども市販されている。
鮮度が落ちると水分が失われて根元にしわが寄ってきたり、細くなったりする。冷蔵庫ではラップや濡れた新聞紙等で包んで乾燥を防止したうえで、穂先を上にして立てて保存すると、鮮度と味を維持できる。コップなどで水を吸わせる際は水中にニンニクなどを入れると切り口の腐敗を防げる。アスパラガスを生のまま長時間おくと、繊維が変化して硬くなり苦味も増してしまうため、さっと茹でてから保存すると良い。冷凍保存する場合は、色が変わる程度に固めに茹でてから、保存袋などに入れて冷凍庫に保存する。

### 栄養価
アスパラガスの水分量は約92%、可食部100グラムあたりの熱量は22キロカロリー (kcal) 、炭水化物は3.9 g、タンパク質2.6 g、灰分0.7 g、脂質0.2 gで、糖質が多いためカロリーはやや高いほうである。疲労回復に役立つといわれるアスパラギン酸のほか、ビタミン類、葉酸、ルチンなど注目すべき栄養素を含む野菜である。グリーンアスパラガスは、β-カロテンやビタミンCを多く含む緑黄色野菜である。カロテン量は、緑黄色野菜の中では少ない方である。
オリゴ糖、β-カロテン、ビタミンB1、ビタミンB2、ビタミンC、ビタミンE、カルシウム、カリウム、食物繊維や、葉酸、アスパラギン、ルチンなどを含み、栄養価ではホワイトアスパラガスよりもグリーンアスパラガスの方が優る。グリーンアスパラガスに含まれるオリゴ糖には、腸内善玉菌であるビフィズス菌を効率よく増やす働きがあり、腸内年齢を若く保つ効果があるといわれている。ビタミンCやルチンなどの水溶性の栄養素は、水に浸したり、長く茹ですぎると流失してしまうため、これらを多く摂るには炒め物やグリルで焼き物にしたり、蒸し物にするほうが向いている。
アスパラガスには、アスパラギン酸とアスパラギンが多量に含まれている。アスパラギン酸は、19世紀にアスパラガスから発見されたことにちなんで命名されたアミノ酸の一種である。アスパラギンは穂先に多く含まれるといわれ、吸収されると人間の体内でアスパラギン酸に変化し、新陳代謝を高めて活発にする働きがあるとされ、体細胞の増殖に役立つといわれている。またアスパラギン酸は、利尿作用や疲労回復、スタミナ補強にも役立つといわれている。神経には好ましくないアンモニアを尿として排泄する作用をするために、ストレスや不眠症を防ぐともいわれている。
アスパラガスの穂先にはルチン（ビタミンP）が多く含まれ、アスパラギン酸とともに、血圧を安定させて動脈硬化を予防する効果が期待されている。ルチンはビタミンCとともに抗酸化作用を強めるため、両方の成分を併せ持つグリーンアスパラガスは、強い抗酸化作用が期待されている。
ホワイトアスパラガスは、グリーンアスパラガスと比べるとミネラル類は同じ程度含まれるが、日光を浴びることで生成されるビタミン類はグリーンアスパラガスよりも少なく栄養価が落ちる。ホワイトアスパラガスは口当たりがやさしく、やわらかい食感を持っているが、食物繊維はグリーンアスパラガスとほぼ同じである。缶詰のホワイトアスパラガスには薄い味付けがされていて、塩分が含まれている。

## 薬用
薬効としては根や茎に利尿作用がある。学名種形容語の"officinalis"は「薬用の」という意味で、古くから利尿作用や健胃作用が知られていた。フランスの薬草療法家モーリス・メッセゲは、「この植物の主要な効能は利尿作用である」と述べ、尿道炎を起こしている人を除く腎臓機能の低下、膀胱・肝臓・心臓の病気、痛風にかかっている人に対して、特におすすめする旨を自身の著書に記している。このときの用い方は、1リットルの湯に、根茎を半握りからひと握り分ほど入れて、しばらくの間、煮出してから1日にティーカップ2杯飲むとしている。
ヨーロッパでは、アスパラギンやマンナン、コリン、アルギニンが含まれるとされ、肝臓、心臓の疾患に薬用されている。
中国では、塊根にアスパラギンやステロイド系サポニン、クマリン、カロテン、精油などを含んでいるとされ、サポニンは一般に去痰作用、溶血作用が知られており、去痰薬や強心薬などに使われている。
2 - 3月ごろに塊根を掘り上げて水洗いしてそのまま日干しにするか、熱湯に通してから日干ししたものを、石刁柏（せきちょうはく）と呼んで薬用にしている。咳がある風邪のときや、小児の回虫などの寄生虫による栄養不足に、石刁柏を1日量3 - 9グラムほど煎じて服用する。
日本では、アスパラガスを薬用にしていない。

## 雑学
カーボベルデ北部、バルラヴェント諸島東部を構成しているサル島には、アスパラガスを意味する名称を持つ都市「エスパルゴス」が存在する。
アスパラガスを食べた後の尿に腐ったタマゴのような強い臭いを感じる人もいるが、これはアスパラガスに含まれる代謝物質、アスパラガス酸 (asparagusic acid)によるもので害はない。アスパラガスが消化・代謝されるとメタンチオールとS-メチルチオエステルが発生する。これを臭いと感じるか感じないかは個人差がある。尿に強い臭いを感じない人の割合は、男性で58%、女性で61.5%を占めた。この嗅覚の差異は遺伝子に基づく嗅覚受容体の差異によるものとされている。

## 類似種
日本・中国・朝鮮には自生種のキジカクシ Asparagus schoberioides、クサスギカズラ A. cochinchinensis などが分布する。キジカクシの茎は食用になり、クサスギカズラの根茎（天門冬）は薬用になる。
クサスギカズラ属の中にはオオミドリボウキ A. plumosus、クサナギカズラ A. asparagoides、A. myriocladusなど観葉植物にされるものがいくつかある。枝を観賞用の切り花とし、カーネーションに添えるなどして用いられる。
なお、ヨーロッパで広く食用となっている「ワイルド・アスパラガス」（"Wild asparagus"）はユリ科オオアマナ属のオルニトガルム・ピレナイクムの花芽である。日本では「アスパラソバージュ」の名で知られる。
- ワイルド･アスパラガス Ornithogalum pyrenaicum、緑色のアスパラガスとホワイトアスパラガス
- 観葉植物としてのアスパラガス A. plumosus